# Паскаль (місячний кратер)
Кра́тер Паска́ль (лат. Pascal) — великий стародавній метеоритний кратер у північній приполярній області видимого боку Місяця. Назву присвоєно на честь французького математика, механіка, фізика, літератора і філософа Блеза Паскаля (1623—1662) і затверджено Міжнародним астрономічним союзом у 1964 році. Утворення кратера відбулось у нектарському періоді.

## Опис кратера

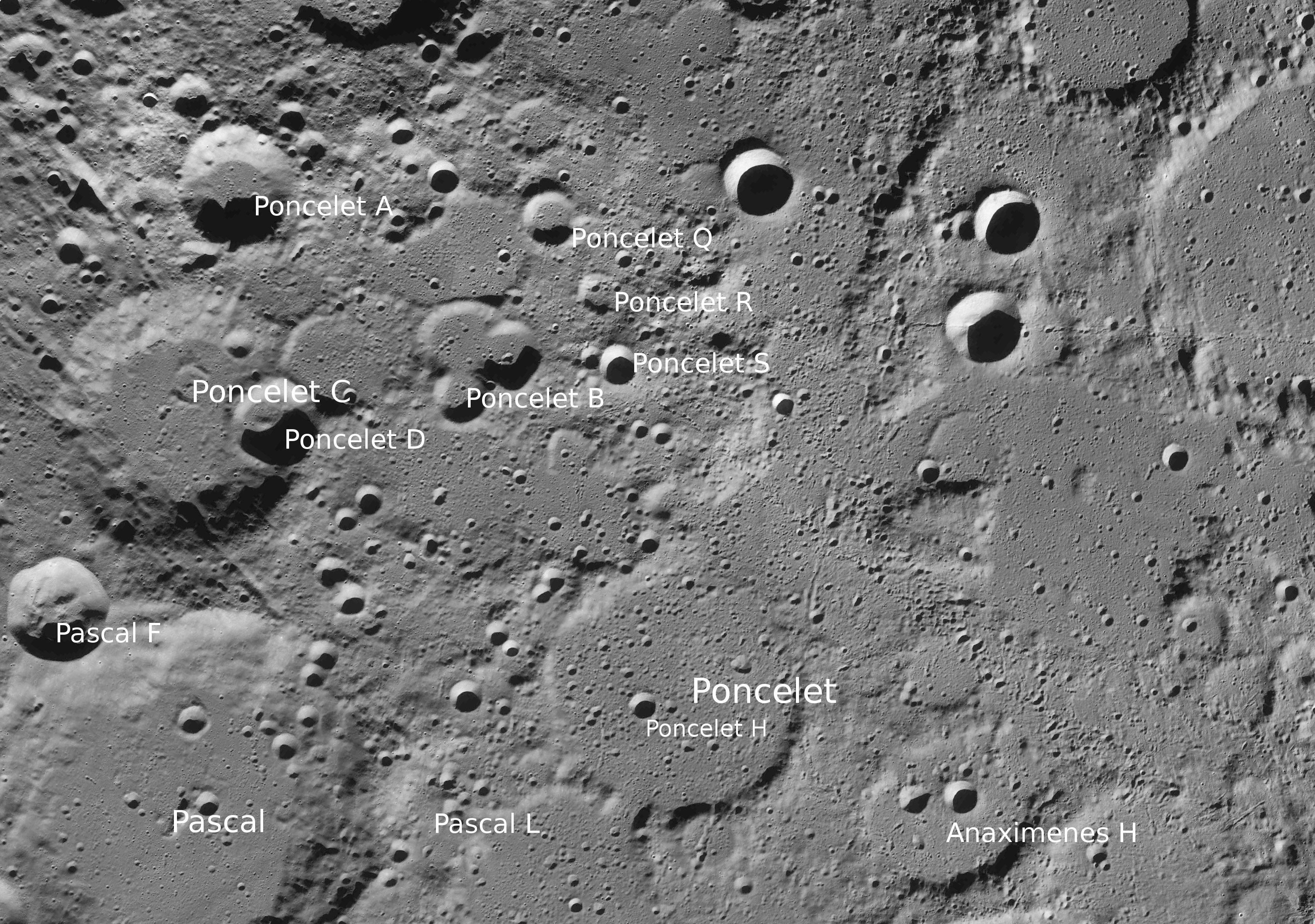
Околиці кратера Паскаль. Світлина зонда Lunar Reconnaissance Orbiter

Найближчими сусідами кратера є кратер Бріаншон на заході; кратер Понселе на сході північному сході і кратер Дезарг на півдні. Селенографічні координати центра кратера 74°22′ пн. ш. 70°38′ зх. д. / 74.36° пн. ш. 70.63° зх. д., діаметр 108,2 км, глибина 4630 м.
Кратер Паскаль має полігональну форму і є суттєво зруйнованим. Вал кратера згладжений, у північно-західній частині перекритий сателітним кратером Паскаль F, у південно-західній — сателітним кратером Паскаль A, у південно-східній — сателітним кратером Паскаль G. Північно-східна частина валу відзначена скупченням маленьких кратерів, по дотичній до неї проходять декілька борозен. Внутрішній схил широкий, зі слідами терасовидної структури. Висота валу над навколишньою місцевістю сягає 1570 м, об'єм кратера становить приблизно 13700 км³. Дно чаші відносно рівне, переформоване лавою, відзначене безліччю дрібних і невеликих кратерів. У центрі чаші розташований короткий хребет витягнутий з півночі на південь і маленький чашеподібний кратер, що примикає до його північно-східної частини. У північній частині цей хребет досягає висоти 800 м.
До отримання власного найменування у 1964 р кратер мав позначення Карпентер D (у системі позначень так званих сателітних кратерів, розташованих в околицях кратера, що має власну назву).

## Сателітні кратери

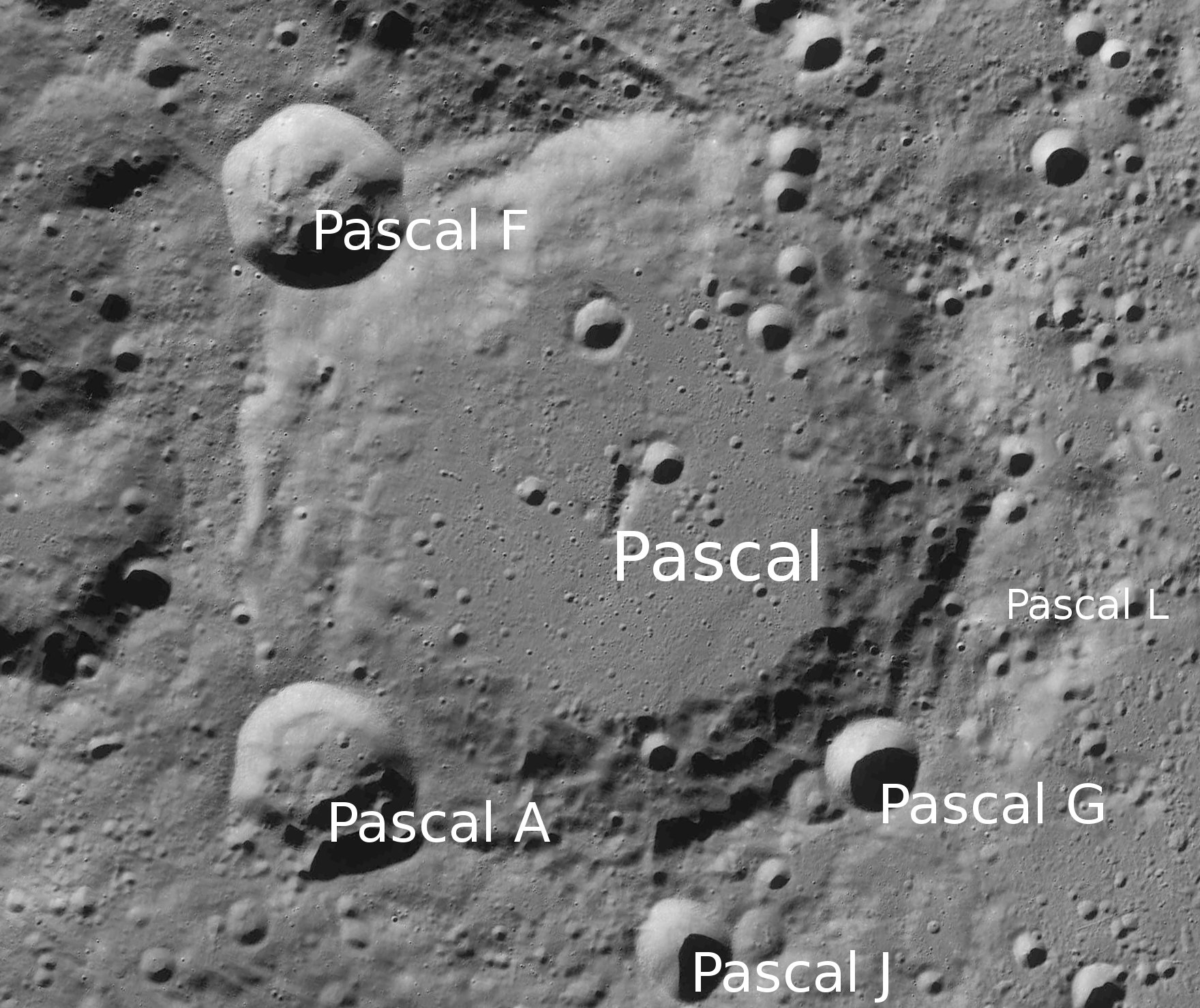
Світлина зонда Lunar Reconnaissance Orbiter.

| Паскаль | Координати                                                | Діаметр, км |
| ------- | --------------------------------------------------------- | ----------- |
| A       | 72°55′ пн. ш. 75°02′ зх. д. / 72.92° пн. ш. 75.04° зх. д. | 29,3        |
| F       | 75°40′ пн. ш. 76°13′ зх. д. / 75.66° пн. ш. 76.21° зх. д. | 27,5        |
| G       | 73°01′ пн. ш. 66°14′ зх. д. / 73.01° пн. ш. 66.24° зх. д. | 13,7        |
| J       | 72°11′ пн. ш. 69°21′ зх. д. / 72.18° пн. ш. 69.35° зх. д. | 13,9        |
| L       | 73°45′ пн. ш. 63°34′ зх. д. / 73.75° пн. ш. 63.56° зх. д. | 18,5        |